# Idionyx
Idionyx – rodzaj ważek z rodziny Synthemistidae.

## Systematyka
Dawniej rodzaj ten zaliczany był do szklarkowatych (Corduliidae). W 2013 roku Dijkstra et al. w oparciu o badania filogenetyczne usunęli ze szklarkowatych szereg rodzajów, w tym Idionyx, i zakwalifikowali je jako incertae sedis w obrębie nadrodziny Libelluloidea; ta grupa rodzajów tymczasowo zaliczana jest do rodziny Synthemistidae, wymagane są jednak dalsze badania genetyczne.

### Gatunki
Do rodzaju zaliczane są następujące gatunki:

- Idionyx asahinai
- Idionyx carinatus
- Idionyx claudia
- Idionyx corona
- Idionyx galeatus
- Idionyx gomantakensis
- Idionyx iida
- Idionyx imbricatus
- Idionyx intricatus
- Idionyx laidlawi
- Idionyx minimus
- Idionyx montanus
- Idionyx murcia
- Idionyx nadganiensis
- Idionyx nilgiriensis
- Idionyx optatus
- Idionyx periyashola
- Idionyx philippa
- Idionyx rhinoceroides
- Idionyx saffronatus
- Idionyx selysi
- Idionyx stevensi
- Idionyx thailandicus
- Idionyx travancorensis
- Idionyx unguiculatus
- Idionyx victor
- Idionyx yolanda
- Idionyx yunnanensis